# Ilsbo socken
Ilsbo socken i Hälsingland ingår sedan 1974 i Nordanstigs kommun och motsvarar från 2016 Ilsbo distrikt.
Socknens areal är 49,70 kvadratkilometer, varav 47,30 land. År 2000 fanns här 707 invånare. Tätorten och kyrkbyn Ilsbo med sockenkyrkan Ilsbo kyrka ligger i socknen. 

## Administrativ historik
Ilsbo socken har medeltida ursprung. 

Sockenvapen

Vid kommunreformen 1862 övergick socknens ansvar för de kyrkliga frågorna till Ilsbo församling och för de borgerliga frågorna bildades Ilsbo landskommun. Landskommunen inkorporerades 1952 i Harmångers landskommun som 1974 uppgick i Nordanstigs kommun. Församlingen uppgick 2014 i Bergsjö församling.
1 januari 2016 inrättades distriktet Ilsbo, med samma omfattning som församlingen hade 1999/2000.
Socknen har tillhört fögderier, tingslag och domsagor enligt vad som beskrivs i artikeln Hälsingland.De indelta soldaterna tillhörde Hälsinge regemente, Forsa kompani.

## Geografi
Ilsbo socken ligger norr om Hudiksvall i inlander. Socknen är en sjörik, kuperad skogsbygd med höjder som når 325 meter över havet.
Den odlade bygden ligger ungefär mitt i socknen. Här ligger även byarna Ilsbo kyrkby, Sörby samt Västtjär. I norr, vid Holsjön, ligger byn Hogland.
Större sjöar inom församlingen är Holsjön (80,1 m ö.h.), Sävsjön (79,4 m ö.h.) samt Bjärtsjön (140 m ö.h.) längst i väster. Vid Ilsbo kyrkby ligger den lilla Kyrksjön och ett par kilometer öster om kyrkan ligger den lilla Djuptjärnen. 

### Geografisk avgränsning
Längst i väster ligger Svartåsen (232 m ö.h., toppen i "Forsa socken"). Vid bergets nordvästra fot ligger "fyrsockenmötet" Ilsbo-Bergsjö-Norrbo-Forsa. Härifrån och söderut gränsar Ilsbo socken till en liten enklav av Forsa socken. Gränsen mot enkalven är cirka 4 kilometer lång. Därefter gränsar socknen i sydväst och söder till Högs socken. Nästan längst i söder, väster om Hällberget (som är socknens sydpunkt), ligger en fornborg. Denna utgör "tresockenmöte" Ilsbo-Hög-Hälsingtuna. Från fornborgen gränsar socknen till Hälsingtuna socken i sydost. Sydväst om Gammelbodberget längst i öster (socknens östligaste punkt), ligger "tresockenmötet" Ilsbo-Hälsingtuna-Rogsta. Gränsen till Rogsta socken är endast cirka 800 meter lång. Därefter följer ett annat "tresockenmöte" Ilsbo-Rogsta-Harmånger. I öster avgränsas Ilsbo socken av Harmånger socken. Strax väster om byn Vattlång i Harmånger ligger "tresockenmötet" Ilsbo-Harmånger-Bergsjö. I norr gränsar socknen på en sträcka av cirka 7 kilometer till Bergsjö socken.

## Historik
Från järnåldern finns spridda gravhögar och en fornborg. I skogsområdena finns också en del fångstgropar.
År 1929 hade Ilsbo socken 742 hektar åker och 3815 hektar skogs- och hagmark.

## Namnet
Namnet (1503 Ilsbode) kommer från en by eller gård vid kyrkan. Förleden innehåller troligen ett mansnamn Ighel samma som djuret igel. Efterleden är plural av bod kanske avseende en utgårdsbebyggelse.

## Befolkningsutveckling
| Befolkningsutvecklingen i Ilsbo socken 1750–1990                                                         | Befolkningsutvecklingen i Ilsbo socken 1750–1990 | Befolkningsutvecklingen i Ilsbo socken 1750–1990 | Befolkningsutvecklingen i Ilsbo socken 1750–1990 | Befolkningsutvecklingen i Ilsbo socken 1750–1990 |
| --- | ------------------------------------------------ | ------------------------------------------------ | ------------------------------------------------ | ------------------------------------------------ |
| |                                                  |                                                  |                                                  |                                                  |
| År |                                                  |                                                  | Folkmängd                                        |                                                  |
| 1750 | 1750                                             |                                                  | 211                                              |                                                  |
| 1760 | 1760                                             |                                                  | 224                                              |                                                  |
| 1769 | 1769                                             |                                                  | 259                                              |                                                  |
| 1780 | 1780                                             |                                                  | 267                                              |                                                  |
| 1790 | 1790                                             |                                                  | 276                                              |                                                  |
| 1800 | 1800                                             |                                                  | 316                                              |                                                  |
| 1810 | 1810                                             |                                                  | 378                                              |                                                  |
| 1820 | 1820                                             |                                                  | 426                                              |                                                  |
| 1830 | 1830                                             |                                                  | 469                                              |                                                  |
| 1840 | 1840                                             |                                                  | 492                                              |                                                  |
| 1850 | 1850                                             |                                                  | 582                                              |                                                  |
| 1860 | 1860                                             |                                                  | 581                                              |                                                  |
| 1870 | 1870                                             |                                                  | 524                                              |                                                  |
| 1880 | 1880                                             |                                                  | 538                                              |                                                  |
| 1890 | 1890                                             |                                                  | 521                                              |                                                  |
| 1900 | 1900                                             |                                                  | 500                                              |                                                  |
| 1910 | 1910                                             |                                                  | 547                                              |                                                  |
| 1920 | 1920                                             |                                                  | 545                                              |                                                  |
| 1930 | 1930                                             |                                                  | 543                                              |                                                  |
| 1940 | 1940                                             |                                                  | 533                                              |                                                  |
| 1950 | 1950                                             |                                                  | 542                                              |                                                  |
| 1960 | 1960                                             |                                                  | 583                                              |                                                  |
| 1970 | 1970                                             |                                                  | 700                                              |                                                  |
| 1980 | 1980                                             |                                                  | 831                                              |                                                  |
| 1990 | 1990                                             |                                                  | 809                                              |                                                  |
| Anm: Källor: Umeå universitet - Tabellverket 1749-1859, Demografiska databasen, CEDAR, Umeå universitet. |                                                  |                                                  |                                                  |                                                  |